# Paul Burghardt (Maler)
Paul Burghardt (* 24. September 1898 in Döbeln; † 1969 in Weimar) war ein deutscher Grafiker, Maler, Publizist und Bilder-Restaurator.

## Leben und Werk
Burghardt nahm als Soldat am Ersten Weltkrieg teil und wurde 1918 schwer verwundet. Nach Kriegsende studierte er an der Universität Leipzig Philosophie und Literaturgeschichte. Danach betätigte er sich in Leipzig und ab Anfang der 1920er Jahre in Weimar als Publizist, Schriftsteller und Dichter. Er war mit Alexander von Szpinger befreundet, der ein Porträt Burghardts malte. Umgang pflegte er auch mit Horst Hausotte, Fritz Lattke, Engelbert Schoner und Gottfried Schüler.
1929 trat Burghardt dem Schutzverband deutscher Schriftsteller bei. 1922 veröffentlichte der Leipziger Xenien-Verlag Gedichte Burghardts unter dem Titel Besternte Nächte. Burghardt setzte sich publizistisch für das aktuelle Kunstschaffen ein, u. a. 1930 in der Zeitschrift Der Türmer für Ernst Barlach. In der sozialdemokratischen Presse veröffentlichte er Ausstellungberichte.
Ab 1929 betätigte Burghardt sich autodidaktisch als Maler und Grafiker. Er stand in Kontakt u. a. mit Ernst Barlach, Walter Gropius und Lionel Feininger. Als Grafiker bediente er sich ab etwa 1934 der Technik des Schieferstichs als Weißlinienstich, die er auch vervollkommnete. Die Schieferplatten holte er sich aus dem Schieferbruch Lehesten. Einige dieser Arbeiten erwarb der Jenaer Kunstverein. Sie befinden sich in der Kunstsammlung Jena.
1942 wurden in Band 6 der Bildwerkreihe der Presseabteilung des Reichsministers Fritz Todt 10 originalgrafische Schieferstiche Burghardts unter dem Titel Beton publiziert, die den Bau der Reichsautobahn zum Thema haben.
Bis 1946 hatte Burghardt seinen Wohnsitz in Jena. Dort lehrte er nach dem Ende des NS-Staats an der Volkshochschule. 1946 zog er wieder nach Weimar, wo er Helga Burghardt heiratete, die als Russisch-Dolmetscherin arbeitete. Sie wohnten in einem der Neorenaissance-Wohnhäuser mit Künstler-Atelier in der heutigen Thomas-Müntzer-Straße. Dort wohnten auch ihre Freunde Alfred Ahner und Otto Paetz. Burghardt engagiert sich im neuentstandenen Künstlerverband und schrieb Ausstellungskritiken für die Bezirkszeitung der SED Thüringer Volk bzw. Das Volk.
Im Sinne der Aufforderung, als Künstler zu den Arbeitern in die Betriebe zu gehen, um deren Leben kennenzulernen, arbeitete er auch im Schieferbruch Lehesten und fertigte Holzschnitte, farbige Zeichnungen und Aquarelle.
Ab 1961 arbeitete Burghardt als Gemälderestaurator.

## Weitere Museen mit Werken Burghardts
- Erfurt: Angermuseum
- Leipzig: Deutsches Buch- und Schriftmuseum

## Beispiel eines publizierten Essays
- Knut Hamsun. In: Der Türmer. Deutsche Monatshefte, 1929, S. 531–533[3]

## Ausstellungen (unvollständig)
- 1937: Koblenz (Kunstausstellung des nationalsozialistischen Gemeinschaftswerks „Kunst und Künstler“)

- 1944: Würzburg, Otto-Richter-Halle (Reihe von Schieferstichen zu Leben und Werk Tilman Riemenschneiders)
- 1948: Weimar, Schloss („Weimar Künstler schaffen. 1945–1948“)
- 1949: Berlin, Berliner Stadtkontor („Mensch und Arbeit“; mit dem Holzschnitt Schieferbergbau. In der Spalthütte)
- 1950: Altenburg, Grafisches Kabinett des Grafik-Verlags Heinrich Mock (Einzelausstellung)

## Anmerkung
In einigen vorliegenden Quellen wird kolportiert oder angedeutet, dass Burghardt den Schieferstich erfunden hat. Auf einer Sitzung der Königlichen Belgischen Akademie wurde jedoch bereits 1857 als Erfinder ein maltesischer Künstler genannt.